# Куркчи, Исмаил Османович
Исмаил Османович Куркчи (1 января 1908, Бахчисарай, Таврическая губерния — 21 мая 1991, Москва) — советский архитектор. Член Союза архитекторов СССР (1940). Участник Великой Отечественной войны.

## Биография
Родился 1 января 1908 года в Бахчисарае в семье старосты ремесленного цеха ковровщиков и овчинников. В возрасте 12 лет поступил в Бахчисарайский художественно-промышленный техникум, где среди его учителей были Усеин Боданинский и Абдурефи Абиев.
В 1925 году областной комитет комсомола направил Куркчи и Мухтара Шерфединова, также впоследствии ставшего архитектором, на поступление в Московский институт архитектуры. Юноши не сумели поступить в учебное заведение из-за плохого знания русского языка. В итоге они учились на рабфаке (высших художественно-технических мастерских), после которых их приняли в Московский архитектурный институт. Куркчи учился на факультете проектирование промышленных объектов и окончил его в 1934 году.
После института работал в московском Промстройпроекте в мастерской профессора Николаева. Обучался в аспирантуре. Работал над диссертацией по истории жилища крымских татар. В 1935 и 1937 годах пребывал в командировке в Средней Азии, где изучал местную архитектуру. Принял участие в подготовке проекта Ташкентского текстильного комбината.
В 1938 году стал главным архитектором строительства текстильного комбината в Кайсери, однако из-за ареста Омера и Усеина Аблаевых в Турцию не выехал. В 1940 году стал членом Союза архитекторов СССР.
Участник Великой Отечественной войны. Перед уходом на фронт отдал недописанную диссертацию на хранение в Московский архитектурный институт, однако во время войны она была потеряна. В РККА был призван 14 сентября 1941 года. Служил в качестве инженер-капитана.
Автор проекта реконструкции московского завода имени Лихачёва и автомобильного завода в Тольятти. Являлся главным архитектором химических заводов в Болгарии, Индии и Италии («Фиат»), при этом сам Куркчи заграницей не был.
Скончался 21 мая 1991 года в Москве.

## Награды
- Орден Красной Звезды (16 октября 1944)
- Медаль «За оборону Кавказа» (27 июня 1945)
- Медаль «За победу над Германией в Великой Отечественной войне 1941—1945 гг.» (27 октября 1945)
- Медаль «За взятие Будапешта»

## Семья
Супруга — Нияра Раметова, дочь композитора Рустема Раметова. Сын — кандидат исторических наук Айдер Куркчи (1938—2022).